# Résolution 1382 du Conseil de sécurité des Nations unies
Membres permanents
- Chine
- États-Unis
- France
- Royaume-Uni
- Russie

Membres non permanents
- Bangladesh
- Colombie
- Irlande
- Jamaïque
- Mali
- Maurice
- Norvège
- Singapour
- Tunisie
- Ukraine

Résolution no 1381 Résolution no 1383
La Résolution 1382 du Conseil de sécurité des Nations unies fut adoptée à l'unanimité le 29 novembre 2001. Après avoir rappelé toutes les résolutions précédentes sur l'Irak, y compris les résolutions 986 (de 1995), 1284 (de 1999), 1352 (en) (de 2001) et 1360 (de 2001) concernant le programme pétrole contre nourriture, le Conseil a prolongé de 180 jours les dispositions relatives à l'export de pétrole ou de produits pétroliers irakiens en échange d'une aide humanitaire.
Le Conseil de sécurité était convaincu de la nécessité d'une mesure temporaire pour fournir une assistance humanitaire au peuple irakien jusqu'à ce que le gouvernement irakien remplisse les dispositions de la résolution 687 (de 1991) et distribue également l'aide dans tout le pays.
Agissant en vertu du Chapitre VII de la Charte des Nations unies, le Conseil a prorogé le programme Pétrole contre nourriture de 180 jours à compter de 00h01 HET le 1er décembre 2001. Il a réaffirmé l'obligation de tous les pays de respecter l'embargo sur les armes et d'autres ressources non autorisé contre l'Irak par le Conseil. Il a également souligné la nécessité pour l’Irak de coopérer avec les résolutions antérieures du Conseil de sécurité et la nécessité d’un règlement global sur la base des résolutions. La résolution a également appelé tous les pays à coopérer pour la soumission des demandes et la délivrance des licences d'exportation afin que l'aide humanitaire puisse atteindre la population irakienne le plus rapidement possible.
En outre, en vertu de la résolution 1382, le Conseil a adopté une proposition de liste d'examen des produits (figurant dans l'annexe I de la résolution) pour une mise en œuvre à partir du 30 mai 2002. Les articles de la liste devaient être soumis aux procédures énoncées dans l'annexe II de la résolution et à l'approbation du Comité des sanctions et de la Commission de contrôle, de vérification et d'inspection des Nations unies, après avoir évalué que ces marchandises ne seraient pas utilisées à des fins militaires.
L'adoption de la résolution représentait un alignement plus étroit de la politique russe sur les États-Unis après que ces derniers se soient engagés à revoir les sanctions contre l'Irak.